# Eleanor Perényi

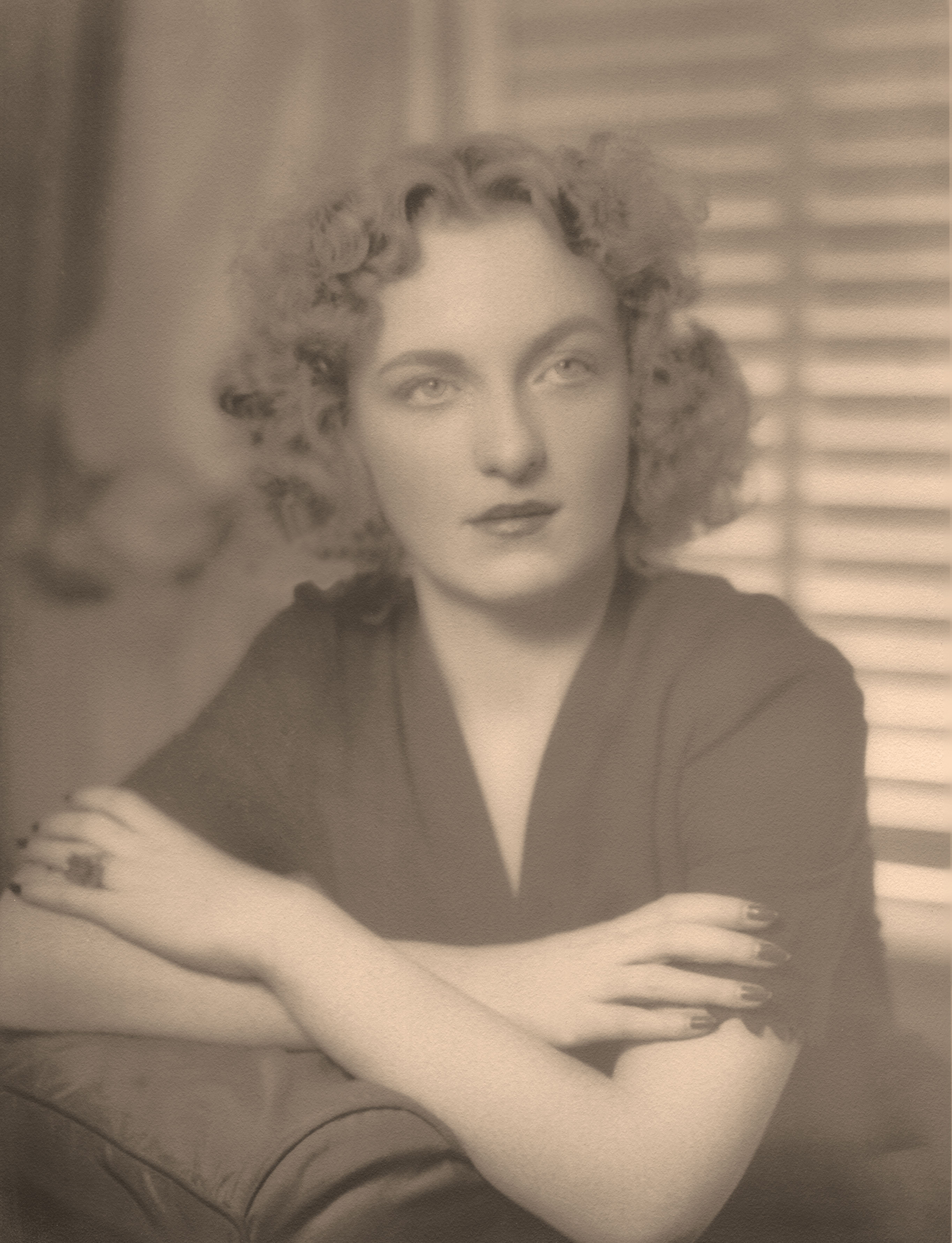
Eleanor Perényi (Datum unbekannt)

Eleanor Perényi (* 4. Januar 1918 in Washington, D.C. als Eleanor Spencer Stone; † 3. Mai 2009 in Westerley, Rhode Island) war eine US-amerikanische Autorin. Ihr bekanntestes Buch Green Thoughts (1981) gilt als Klassiker des garden writing.

## Leben
Eleanor Perényi wurde 1918 als Eleanor Spencer Stone in Washington, D.C. als Tochter des Navy-Offiziers und Militärattachés Ellis Spencer Stone und der Schriftstellerin Grace Zaring Stone geboren. Ihr Ur-Ur-Ur-Großvater war der Unternehmer und Frühsozialist Robert Owen. Durch die diplomatischen Verpflichtungen ihres Vaters reiste sie schon als Kind durch die Welt. Sie verbrachte einige Jahre auf einem Internat in England und schließlich auf der National Cathedral School for Girls in Washington, D.C., die sie ohne Abschluss verlassen musste, als sie beim Rauchen erwischt wurde. Später visierte sie ein Kunststudium an. 1937 lernte sie bei einem diplomatischen Dinner den ungarischen Baron Zsigmond Perényi kennen, den sie wenig später heiratete. Zusammen lebte das Paar auf dem Familienanwesen der Perényis in Ruthenien nahe Wynohradiw, das heute in der Ukraine liegt. Die neu gefundene Idylle wurde aber wenig später durch den Ausbruch des Zweiten Weltkriegs 1939 zerstört. Auf Drängen ihres Ehemannes verließ die schwangere Eleanor 1940 Europa und kehrte in die USA zurück, während ihr Ehemann zunächst in die Königlich Ungarische Armee eingezogen wurde und sich später im ungarischen Widerstand engagierte. Nach Kriegsende blieb Baron Perényi in Europa, während Eleanor in den USA blieb. 1947 ließ sich das Ehepaar scheiden. Eleanor behielt zwar den Nachnamen, führte ihren eigentlichen Titel „Baronin Perényi“ in den USA aber nicht mehr.
Zurück in den USA lebte Perényi zunächst in New York City. Sie arbeitete für die Galerie von Julien Levy und brachte Arshile Gorky in dessen Portfolio. Schon kurz nach ihrer Rückkehr begann Perényi zudem, ihre Erinnerungen an die verschwundene Welt des Vorkriegseuropas niederzuschreiben. Jene Memoiren erschienen 1946 unter dem Titel More Was Lost im Verlag Little, Brown and Company. Die Publikation des Buches motivierte sie, sich weiterhin als Schriftstellerin zu betätigen. Sie begann, für verschiedene Magazine Essays und Rezensionen zu verfassen. Bald fasste sie ein neues Buchprojekt ins Auge und lebte mit ihrem Sohn ein Jahr lang in Mexiko, um Freiraum für das Schreiben eines Bürgerkriegsromans über General John Bell Hood zu haben. Das Buch mit dem Titel The Bright Sword wurde 1955 veröffentlicht. Danach verfasste sie weitere Artikel für Magazine und wurde Redakteurin der Magazine Harper’s Bazaar, Charm und Mademoiselle. Über diesen Weg kam sie in Kontakt mit diversen Schriftstellern, Künstlern und Intellektuellen jener Zeit; unter anderem verfasste sie ein Porträt von Edmund Wilson. 1962 zog sie nach Stonington zu ihrer Mutter, die dort seit 1941 ein Haus besaß. In Stonington lebten damals zahllose Künstler, mit denen ihre Mutter und nun auch Eleanor freundschaftlichen Kontakt pflegte. Der Schriftsteller James Merrill widmete 1962 dem Mutter-Tochter-Gespann aus seiner Nachbarschaft seinen Roman Water Street.
1972 veröffentlichte Perényi bei Little, Brown and Company eine Biografie des Komponisten Franz Liszt (Liszt: The Artist as Romantic Hero), die in die Kurzauswahl für den National Book Award genommen wurde. Das Buch war inspiriert durch ihre große Leidenschaft für klassische Musik, die sich 1979 auch in ihrer Autorenschaft eines 23-seitigen Heftes mit dem Titel Great Men of Music: Shostakovitch and his Music widerspiegelte, das von RCA Records als Beilagenheft für vier Schostakowitsch-Aufnahmen genutzt wurde. 1981 veröffentlichte sie im Verlag Random House das Buch Green Thoughts: A Writer in the Garden, in dem sie 72 Essays zu für den Garten und die Gärtnerei relevanten Themen publizierte, die sich hintergründig mit der Gesellschaft, Geschichte, Philosophie und anderen Themen auseinandersetzten. Das Gärtnern war zuerst während ihrer Zeit in Ruthenien ihr Hobby geworden, doch sie ging jener Beschäftigung auch in den USA weiter nach. Obwohl es ihr einziges als garden writing zu klassifizierendes Buch war, gilt es als Klassiker des Genres. Gleichzeitig wurde es auch für seinen literarischen Stil gelobt. 2002 erfolgte eine Neuauflage des Buches mit einem Vorwort des Hochschullehrers und Kolumnisten Allen Lacy. Auch ihr autobiografisches Debütwerk wurde 2016 im Rahmen der Reihe New York Review Classic neu aufgelegt.
1982 erhielt Perényi den Harold D. Vursell Memorial Award der American Academy of Arts and Letters. In ihren letzten Jahren pflegte sie unter anderem ihre Mutter, die 1991 im Alter von 100 Jahren verstarb. Im Alter litt Perényi selbst unter verschiedenen Krankheiten und erblindete unter anderem beinahe vollständig. Sie starb Anfang Mai 2009 im Alter von 91 Jahren an einer Gehirnblutung in Westerley, Rhode Island, und hinterließ einen Sohn aus ihrer Ehe mit Baron Perényi. Sie liegt neben ihrer Mutter auf dem Friedhof von Stonington, Connecticut, begraben. Ihr dokumentarischer Nachlass befindet sich unter dem Titel „Eleanor Perényi Papers“ an der Yale University.

## Werke
- More Was Lost. Little, Brown & Company, Boston 1946.
- The Bright Sword. Rinehart & Company, New York 1955.
- Liszt: The Artist as Romantic Hero. Little, Brown & Company, Boston 1972. ISBN 0-316-69910-1.
- Great Men of Music: Shostakovitch and his Music. Beilagenheft für RCA Records, New York 1979.
- Green Thoughts: A Writer in the Garden. Random House, New York 1981. ISBN 978-0-394-50375-2.